# Луї Беге
Луї Беге (фр. Louis Béguet; 7 грудня 1894, Неф-Меній, Нор - 2 березня 1983, Нант) - французький регбіст, учасник літніх Олімпійських ігор 1924.
У 1924 році здобув срібну медаль на літніх Олімпійських іграх 1924.

## Спортивна кар'єра
Під час своєї спортивної кар'єри, Луї грав в трьох клубах: Рейсінг Клаб де Франс, ПУК Париж та Спортінг Клуб Назаір'єн.
Разом із репрезентацією Франції взяв участь у змаганнях з регбі на літніх Олімпійських іграх 1924. Луї виступив в обох матчах. В першому, 4 травня 1924, збірна Франції розгромила збірну Румунії з рахунком 61:3, а два тижні пізніше програли команді США (3:17).
Таким чином, збірна Франції посіла друге місце, здобувши срібну медаль.
Будучи гравцем збірної Франції в 1922 - 1924 роках, Луї Беге зіграв в 10-ти матчах і здобув 32 бали.
Луї взяв також участь у міжнародних змаганнях з легкої атлетики, а після закінчення спортивної кар'єри зв'язався з військом.